# Crioceras
Crioceras é um género botânico pertencente à família Apocynaceae.

## Espécies
- Crioceras dipladeniiflorum K.Schum.
- Crioceras longiflorus Pierre

1. ↑  «Crioceras — World Flora Online». www.worldfloraonline.org. Consultado em 19 de agosto de 2020